# Gezusters Soong

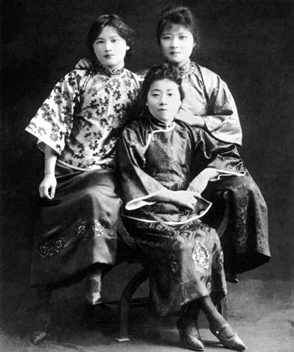
Zusjes Song

De gezusters Soong of Song waren drie zussen die een grote politieke rol speelden in het 20e-eeuwse China. De zussen Eiling, Qingling en Meiling trouwden elk met een belangrijk politicus en oefenden via hun echtgenoten een sterke invloed uit op de geschiedenis van China.

## Overzicht gezinsleden
De drie zussen zijn geboren in het gezin van Ni Kwei-tseng en Soong Jiashu. Soong was methodistisch predikant, en als zakenman verdiende hij een fortuin met de verkoop van bijbels in China. Het gezin bestond naast de drie zussen, ook nog uit drie broers.
Hieronder staat een overzicht van de zussen, in chronologische volgorde met de andere kinderen:
- Soong Eiling, ook wel Ai-ling of Grote zus (1889-1973), was het eerste kind. Zij trouwde met H.H. Kung, premier en minister van Financiën.
- Soong Qingling, ook wel Ching-ling of Rode zus (1893-1981), was het tweede kind. Zij trouwde met Sun Yat-sen, eerste president van de Republiek China.
- Tse-Ven Soong (1894-1971), derde kind.
- Soong Meiling , ook wel May-Ling of Kleine zus (1897–2003), was het vierde kind. Zij trouwde met Chiang Kai-shek, tweede president van de Republiek China.
- Soong Tse‑liang, vijfde kind.
- Soong Tse‑an, zesde kind.

Eiling en Meiling kozen voor de nationalistische Kwomintang, terwijl Qingling de kant koos van de communisten. Meiling werd later ambassadeur namens Taiwan.

## Trivia
Mao refereerde eens naar hen met de woorden: één houdt van geld, één van macht en één van haar land (Chinese: 一個愛錢、一個愛權、一個愛國; pinyin: Yīgè ài qián, yīgè ài quán, yīgè ài guó), waarmee hij respectievelijk Eiling, Meiling en Qingling bedoelde.

## Afbeeldingen

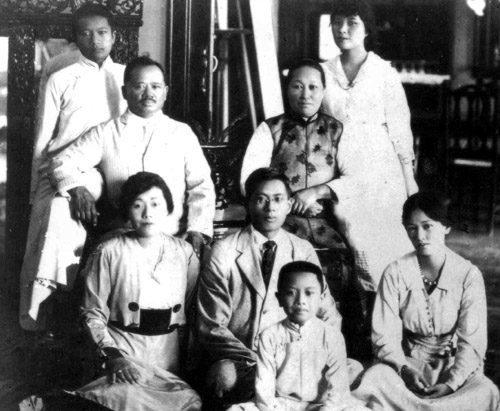
Gezinsfoto (1917)
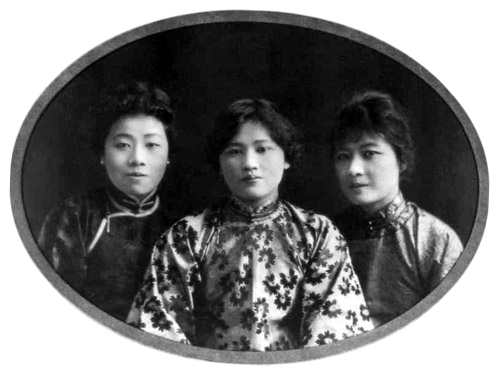
Vlnr Eiling, QingLing, Meiling
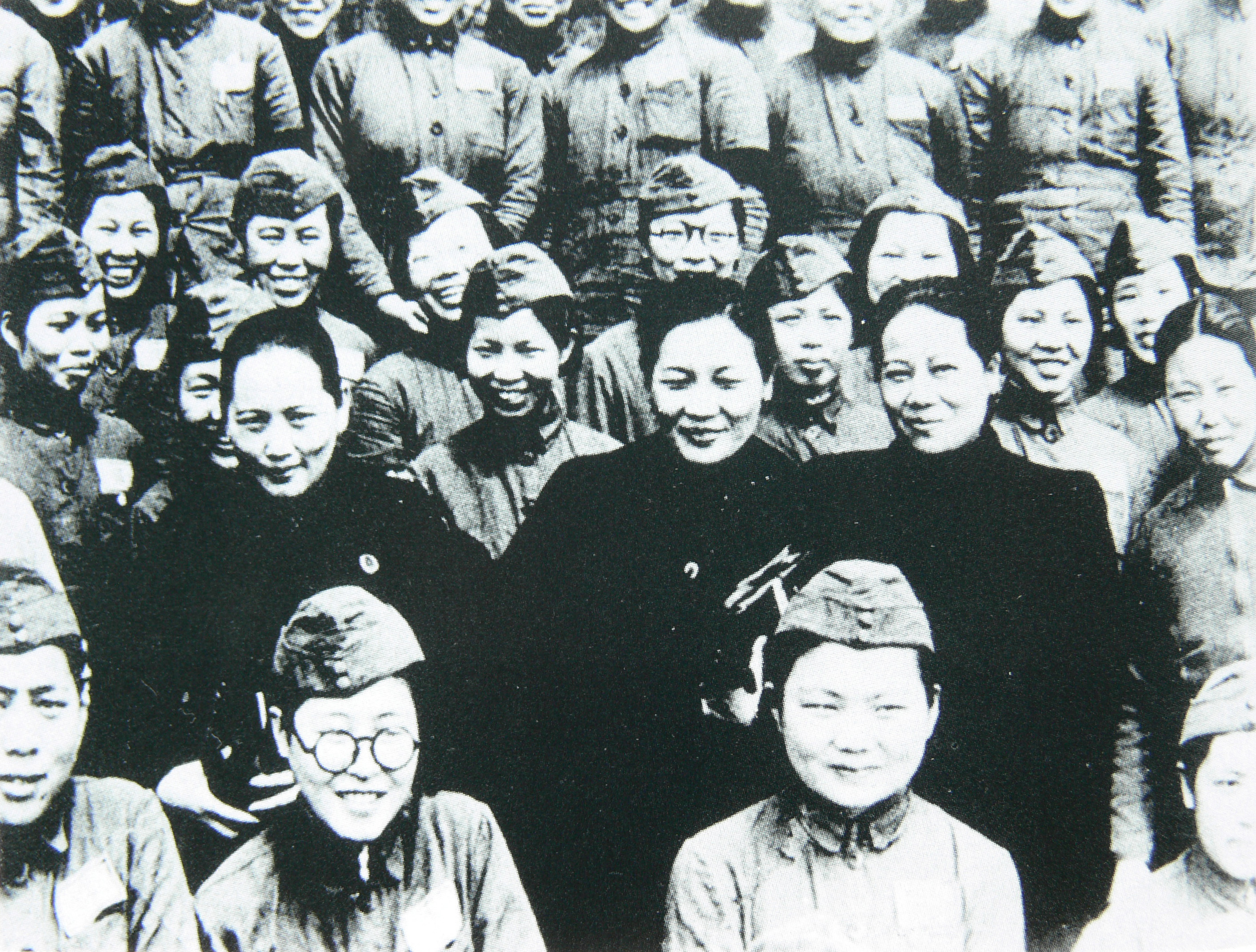
Eiling, Meiling en Qingling
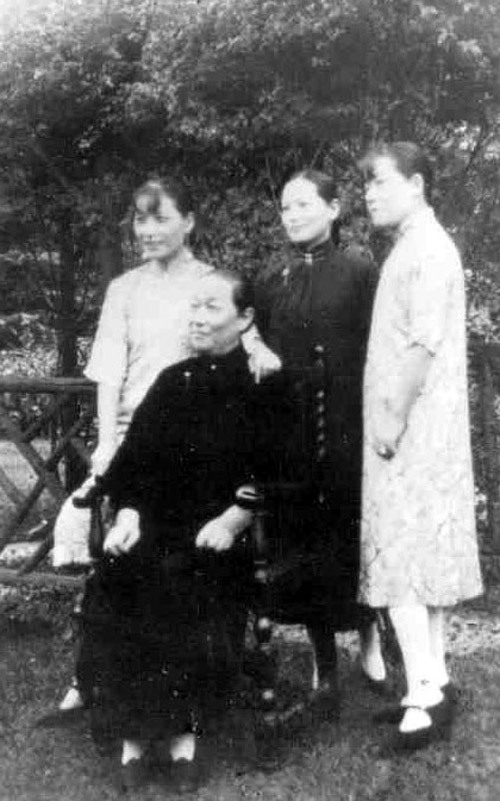
Met hun moeder